# Brachystelma burchellii
Brachystelma burchellii är en oleanderväxtart som först beskrevs av Joseph Decaisne, och fick sitt nu gällande namn av R. Peckover. Brachystelma burchellii ingår i släktet Brachystelma och familjen oleanderväxter. Utöver nominatformen finns också underarten B. b. grandiflorum.